# The Silent Barrier
The Silent Barrier è un film muto del 1920 diretto da William Worthington.

## Produzione
Il film fu prodotto dalla Gibraltar Pictures e dalla Louis Tracy Productions.

## Distribuzione
Distribuito dalla Pathé Exchange attraverso la W.W. Hodkinson e presentato da Arthur F. Beck e C.C. Burr, il film uscì nelle sale statunitensi il 25 luglio 1920.